# ミラクルジャンプ
『ミラクルジャンプ』は、集英社が発行していた日本の月刊青年漫画雑誌。『週刊ヤングジャンプ』の増刊という扱い。

## 概要
2011年1月13日に隔月刊誌として創刊。「SF&ファンタジー」をテーマにしている。『漫革』・『月刊ヤングジャンプ』の流れを汲んでおり、これらの雑誌同様『週刊ヤングジャンプ』の作品の番外編や、『週刊ヤングジャンプ』連載作家の読み切り漫画・ピンナップイラスト等も掲載される。
2013年6月25日発売のNo.15でリニューアルのため一時休刊。2014年4月15日より月刊誌として再開された。同号は「2014年5月号（週刊ヤングジャンプ5月30日増刊号）」とされ、発売日の翌月付で月号表記されている。
2016年に初のグラビアコンテスト「ミラドル」を実施。同年12月号でグランプリが発表され、石塚汐花（アイドルカレッジ）が巻頭グラビアに掲載。また同号では初のW表紙として大暮維人（イラスト）とAKB48・小栗有以が起用された。
2017年2月28日発売の3月号をもって、「リニューアルのため充電」と称し、再度休刊。

## 連載作品

### 漫画
以下、2017年2月28日（2017年3月号）現在連載中の作品。
| 作品名                           | 作者（作画）           | 原作など                        | 開始号       | 備考                                |
| -------------------------------- | ---------------------- | ------------------------------- | ------------ | ----------------------------------- |
| レトルトパウチ!                  | 横槍メンゴ             | -                               | 2014年5月号  |                                     |
| 娘の家出                         | 志村貴子               | -                               | 2015年1月号  | 『ジャンプ改』より移籍              |
| 恋のはじまりはレモン色           | 原克玄                 | -                               | 2015年3月号  |                                     |
| ウザ姉!!                         | セレビィ量産型         | -                               | 2015年5月号  |                                     |
| タネも仕掛けもないラブストーリー | 伊藤正臣               | -                               | 2015年9月号  |                                     |
| GANTZ:G                          | イイヅカケイタ（作画） | 奥浩哉（原案） 大崎知仁（脚本） | 2015年12月号 | 「GANTZ」のスピンオフ               |
| ひもうと!うまるちゃんSS          | ヒジキ（漫画）         | サンカクヘッド（原作）          | 2016年2月号  | 「干物妹!うまるちゃん」のスピンオフ |
| めいしょう                       | 大和ケイスケ           | -                               | 2016年3月号  |                                     |
| 純物拾い ピュアコレクター        | nojo                   | -                               | 2016年6月号  |                                     |
| 悪童文庫                         | 田中基                 | -                               | 2016年9月号  |                                     |
| 耐え子の日常                     | そろそろ谷川           | -                               | 2016年9月号  |                                     |
| 君に贈るロードショー             | 内海瀬戸               | -                               | 2016年10月号 |                                     |
| ボーイミーツ仏ガール             | 相島桃志郎             | -                               | 2016年12月号 | 短期集中連載                        |

### イラストコラム
- GANTZの素 -奥浩哉とSF映画物語- → 奥浩哉の素 ベストムービーレビューズ（奥浩哉、No.01 - ）※月刊誌としての復刊時に改題

### 小説
- 東京喰種トーキョーグール［昔日］（小説：十和田シン 原作・イラスト：石田スイ、2014年7月号 - ）

## 過去の連載作品

### 漫画
- 神契り（鈴木央、No.01 - No.03）
- 群青ソード（野口友梨子、No.01 - No.06）
- 蛇衆（原作：矢野隆 漫画：長田悠幸、『月刊ヤングジャンプ』2010年4月号 - No.05）
- テラフォーマーズ（原作：貴家悠 漫画：橘賢一、No.01 - No.06）→『週刊ヤングジャンプ』へ移籍
- リターナーズ -赫の奇還者-（極楽院櫻子、No.01 - No.15）←『月刊ヤングジャンプ』より移籍
- 流刑島（ふなつ一輝、No.01 - No.04）
- 神歌（カミソン）ミラクル（もりしげ、No.02 - No.07）
- 這いよれ! ニャル子さん（原作：逢空万太 キャラクター原案：狐印 漫画：岡崎圭、No.03 - No.13）
- TIGER & BUNNY（作：吉田恵里香 企画・原作：サンライズ 画：上田宏 シリーズ構成・脚本：西田征史 キャラクター原案・ヒーローデザイン：桂正和、No.05 - 2016年10月号）
- 魔王様ちょっとそれとって!!（春野友矢、No.05 - 2016年3月号）→『ウルトラジャンプ』に移籍
- EX-VITA（古味慎也、No.06 - No.14）
- メガノッコ（設楽清人、No.07 - No.09、短期集中連載[注釈 3]）
- レイチェル・ダイアル（皿池篤志、No.09 - 2014年7月号）※No.05掲載の読切『チェスターバレー1930』を連載化
- 君は淫らな僕の女王（原作：岡本倫 作画：横槍メンゴ、No.10 - No.12）←『週刊ヤングジャンプ』2012年8号、30号の読切を経て連載。同誌2013年11号にも特別編読切掲載あり
- 巫鎖呱 MISAKO（柴田ヨクサル、No.10 - No.15）
- KIG⊃R∩MI -キグルミ-（原作：黒形圭 作画：渡辺静、No.12 - No.15）
- まいてはいけないローゼンメイデン（原作：PEACH-PIT 作画：ちょぼらうにょぽみ、No.12 - No.15）→休刊後はWEBサイト『となりのヤングジャンプ』へ移籍。2014年5月号（復刊号）に読切『まいてはいけないローゼンメイデン 最後の特別編』を掲載
- 大木先生と小鮫さん（ふるかわしおり、2014年5月号 - 2015年4月号）
- D'z（原作：HiRock 漫画：古味慎也、2014年5月号 - 10月号）
- テキサスレディオギャング（榎屋克優、2014年5月号 - 10月号）
- もののがたり（オニグンソウ、2014年5月号 - 2016年1月号）→『ウルトラジャンプ』に移籍
- 潔癖男子!青山くん（坂本拓、2014年6月号 - 2014年10月号）→『週刊ヤングジャンプ』に移籍
- ガールズノート（KUJIRA、2014年7月号 - 2015年9月号）
- テラフォーマーズ妄想訓練記 教えて!ミッシェル教官（原案：貴家悠&橘賢一 漫画：セレビィ量産型、2014年7月号 - 12月号）
- ヤスミーン（畑優以、2014年8月号 - 2016年2月号）
- GODSPEED（高畠エナガ、2014年9月号 - 2015年6月号）
- 何してんの神様（シタラマサコ、2014年9月号 - 2017年1月号）
- ブルーグラリア（イイヅカケイタ、2014年11月号 - 2015年9月号）
- ポセイドンの財宝（作：泉福朗 画：岡遼子、2014年11月号 - 2015年12月号）
- ボーイ♂スカート（篠原知宏、2014年12月号 - 2016年5月号）
- 刻命のゴーレム（bose、2015年2月号 - 2016年12月号）
- かぐや様は告らせたい〜天才たちの恋愛頭脳戦〜（赤坂アカ、2015年6月号 - 2016年2月号）→『週刊ヤングジャンプ』に移籍
- こども・おとな（福島鉄平、2015年10月号 - 2016年6月号）
- テラフォーマーズ外伝 鬼塚慶次（原案：貴家悠&橘賢一 漫画：ののやまさき、2016年1月号 - 5月号）
- サイハテドライブ（奥悠、2016年3月号 - 2017年2月号）
- 雑草家族（小路啓之、2016年4月号 - 11月号）
- スカアレッド（原作：熊谷純（シナリオ工房月光） 漫画：pako コンテ構成：降矢大輔 監修：レッド・エンタテインメント、2016年7月号 - 2017年2月号）→『となりのヤングジャンプ』に移籍

### 小説
- ALPHAS ZETMAN ANOTHER STORY（小説：古橋秀之 原作・表紙イラスト：桂正和 本文イラスト：こちも、No.02 - No.07）

## 新人賞
次世代のSF&ファンタジー作品を生み出すために創設され、読者の投票と審査員の評点を合算して、統一王者を決定するという通年募集型の新人賞。
- ミラクルコミック大賞